# Johanna Nestor
Johanna Nestor (* 24. November 1917 in Mukatschewo, Komitat Bereg, Österreich-Ungarn als Johanna „Hanna“ Müller; † 11. Oktober 2012) war eine österreichische Botschafterin. Als eine der allerersten Botschafterinnen des Landes galt sie als Pionierin der modernen Diplomatie in Österreich.

## Leben
Johanna Nestor studierte Jus und wurde zum Doktor der Rechte an der Universität Wien promoviert. Sie war die erste weibliche Botschafterin Österreichs, welche die Konsularakademie (seit 1964 Diplomatische Akademie Wien) von 1935 bis 1937 absolviert hat, unter anderem mit Otto Eiselsberg.
Nestor trat am 1. Oktober 1947 in den Dienst des österreichischen Auswärtigen Amtes ein. Sie war später in der Sektion IV des österreichischen Bundeskanzleramtes und als österreichischer Generalkonsul in New York tätig. Nestor war Botschafterin der Republik Österreich in Neu-Delhi, Indien (1966–1970), in Tel Aviv, Israel (1972–1976), und in Dublin, Irland (1979–1982).
2007 erschien das Buch Israel und der Nahostkonflikt 1972–1976. Nestor schilderte die 101 erhaltenen Berichte, die sie von 1972 bis 1976 an das Wiener Außenministerium schrieb.
Zur Ehrung Nestors als Absolventin der Vorläuferinstitution der Diplomatischen Akademie Wien, der Konsularakademie, und als eine der ersten Frauen, die hohe Ämter in der österreichischen Außenpolitik bekleidete, benannten die Studierenden des 48. Diplomlehrgangs der Diplomatischen Akademie Wien (Studienjahr 2011/12) ihren Jahrgang nach Johanna Nestor.
Johanna Nestor war Komturdame (Großoffizierin) des Ritterordens vom Heiligen Grab zu Jerusalem. Sie wurde am Wiener Zentralfriedhof bestattet.